# 노동삼권
노동삼권(勞動三權)은 노동자의 인간다운 생활을 보장하기 위해 헌법에서 정한 단결권, 단체교섭권, 단체행동권을 말하며 노동조합법은 헌법에 의거하여 노동 3권을 보장한다.

## 단결권
단결권(團結權)은 노동조건의 향상을 위해 노동자와 그 소속단체에게 부여된 단결의 조직 및 활동을 중심으로 단결체에게 가입 및 단결체의 존립보호를 위한 헌법상의 권리이다. 노동자가 노동조합을 조직할 수 있는 권리와 또 그가 원하는 기존 노동조합에 가입할 수 있는 권리가 노동자 개인이 누리는 단결권의 내용이다(헌법 제33조 제1항)

## 단체교섭권
단체교섭권(團體交涉權)은 헌법 제33조 제1항은 단체교섭권을 적극적으로 보장하고 있는데 노동자가 노동조합이나 기타 노동단체의 대표를 통해 사용자와 노동조건에 관하여 교섭하는 권리이다. 즉, 노동조합은 사용자에 대하여 단체교섭을 요구할 수 있는 권리를 헌법상의 권리로 부여받고 있다고 할 수 있으며 노동조합법은 노동조합이 단체교섭을 요구할 수 있는 권리와 사용자가 단체교섭에 대응할 의무를 규정하고 있다. 사용자는 정당한 이유없이 이를 거부할 수 없다.

## 단체행동권
단체행동권(團體行動權) 단체행동은 단결체의 존립과 활동을 실력으로 나타내려는 투쟁방법이다. 따라서 단체행동은 단결체나 단체교섭과는 그 차원이 다르며 이질적인 요소를 가지고 있다. 다시 말해 단결체(노동조합)는 사단으로 이해되는 권리주체이며, 단체교섭은 단체협약이라는 일종의 규범계약을 맺기 위한 교섭이라 할 수 있는 데 반하여, 단체행동(노동법분야 제외)은 그 유예를 찾아볼 수 없는 특수한 행동이다. 즉, 단체행동은 계약이나 법률을 근거로 한 어떤 법적인 권리를 관철하려는 소송행위도 아니고, 불법의 침해행위에 대한 자구행위도 아니다. 따라서 단체행동을 인정한다고 하는 것은 노동자들이 경제적 지위를 힘을 사용하여 개선시킬 것을 제도적으로 인정하는 것이며, 사용자와 노동자들의 대립을 투쟁행위에 의해 해결하도록 하는 것을 가리킨다. 대한민국 헌법은 단체행동권을 노동자들의 권리로서 보장하고 있어 노동자들은 단체행동권으로서의 쟁의권을 행사하여 사용자의 노무지휘권을 저지시킴으로써 기업업무의 정상적인 운영을 저해하는 집단적 행위를 정당하게 할 수 있고, 사용자는 이로 인해 필연적으로 발생되는 손해를 감수해야만 한다. 이러한 의미에서 단체행동권의 보장은 노동자 개개인과 노동조합의 민사상 또는 형사상의 책임을 면제시키는 것이므로, 시민법에 엄청난 수정적 효과를 가져왔다.

## 주요 판례
- 노동조합에 대한 사업소세 과세 사건 2009.2.26. 2007헌바27 [합헌]
- 사실상 노무에 종사하는 공무원의 범위에 관한 조례제정의무 사건 2009.7.30. 2006헌마358[위헌확인]
- 노동조합설립신고제 사건 2012.3.29. 2011헌바53[합헌]
- 공무원노조의 가입범위 등 사건 2008.12.26. 2005헌마971·1193, 2006헌마198(병합) [각하, 기각]
- 유니온 샵 협정 사건 2005.11.24. 2002헌바95·96(병합), 2003헌바9(병합)[합헌]
- 특수경비원의 단체행동권 제한 사건 2009.10.29. 2007헌마1359[기각]
- 노동조합설립 신고제 및 청원경찰의 근로3권 제한 사건 2008.7.31. 2004헌바9[합헌]

## 같이 보기
- 전국노동관계법
- 노동법